# Viaducto de Soria
El viaducto de Soria es una infraestructura ferroviaria situada en la ciudad española de Soria, en la provincia homónima. Se construyó para salvar el valle del río Golmayo por parte del trazado del ferrocarril Torralba-Soria.

## Historia
El ferrocarril Torralba-Soria llegaba originalmente a la estación de San Francisco de Soria a través de un viaducto metálico de 150 metros que cruzaba el río Golmayo. Al construirse la estación de El Cañuelo del ferrocarril Santander-Mediterráneo, se construyó un empalme que las unía.  
Tras la Guerra Civil, en 1941, se inauguró la línea Soria-Castejón. En la década de los años 1940 se construyó este viaducto que permitía que los trenes procedentes de Torralba pudieran entrar en El Cañuelo sin pasar por San Francisco. Esto se debió a varias cuestiones. San Francisco era una modesta estación término con apenas 3 vías, una rotonda y un edificio de viajeros, y para el tráfico generado por Soria no eran necesarias dos estaciones. Por otro lado, las circulaciones eran algo engorrosas, así como las maniobras con las escasas mercancías, ya que llegado el tren de Madrid a Soria-San Francisco, debía retroceder a Soria-El Cañuelo para luego continuar en el sentido original hacia Castejón y después a Pamplona. 
Con esto, la estación de San Francisco pasó a un segundo plano porque el verdadero centro de movimiento estaba en El Cañuelo. En los años 1960, se demolieron San Francisco y el viejo viaducto, quedando El Cañuelo como estación término del Torralba-Soria.

## Descripción
Construido en hormigón, el viaducto consta de cuatro amplios arcos sustentados por gruesos pilares que salvan el valle del río Golmayo. En Varda (Turquía) existe un viaducto muy parecido a éste realizado por los alemanes en 1919 y que sale en la película Skyfall.